# Zac Purchase
Zachary Jake Nicholas Purchase (Cheltenham, 2 mei 1986) was een Brits lichtgewicht roeier. Purchase maakte zijn debuut met een zilveren medaille in de lichte skiff op de Wereldkampioenschappen roeien 2005. Purchase won de wereldtitel in de lichte skiff in 2006. Purchase stapte over naar de Olympische lichte dubbel-twee. Samen met Mark Hunter behaalde Purchase de bronzen medaille in de lichte dubbel-twee tijdens de Wereldkampioenschappen roeien 2007. Op de Olympische Zomerspelen 2008 won Purchase samen met Hunter de gouden medaille in de lichte dubbel-twee. Samen met Hunter won Purchase de wereldtitel in 2010 en 2011 in de lichte dubbel-twee. Purchase sloot zijn carrière af met een zilveren medaille op de Olympische Zomerspelen 2012 behaald samen met Hunter.

## Resultaten
- Wereldkampioenschappen roeien 2005 in Kaizu  lichte skiff
- Wereldkampioenschappen roeien 2006 in Eton  lichte skiff
- Wereldkampioenschappen roeien 2007 in München  lichte dubbel-twee
- Olympische Zomerspelen 2008 in Peking  in de lichte dubbel-twee
- Wereldkampioenschappen roeien 2010 in Cambridge  lichte dubbel-twee
- Wereldkampioenschappen roeien 2011 in Bled  lichte dubbel-twee
- Olympische Zomerspelen 2012 in Londen  in de lichte dubbel-twee

1996: Michael Gier & Markus Gier ·
2000: Tomasz Kucharski & Robert Sycz ·
2004: Tomasz Kucharski & Robert Sycz ·
2008: Mark Hunter & Zac Purchase ·
2012: Mads Rasmussen & Rasmus Quist ·
2016: Jérémie Azou & Pierre Houin ·
2020: Fintan McCarthy & Paul O'Donovan ·
2024: Fintan McCarthy & Paul O'Donovan